# Mitius splendens
Mitius splendens är en insektsart som först beskrevs av Tokuichi Shiraki 1930.  Mitius splendens ingår i släktet Mitius och familjen syrsor. Inga underarter finns listade i Catalogue of Life.